# Von-Behring-Platz (Mülheim an der Ruhr)
Koordinaten: 51° 24′ 57,6″ N, 6° 53′ 39,8″ O
Der Von-Behring-Platz ist eine kleine Grünanlage in Mülheim-Holthausen. Postleitzahl: 45470. Er liegt zwischen Oberer Saarlandstraße und Pettenkoferstraße. Den meisten ist er als Parkplatz am Tiergehege Witthausbusch bekannt. Benannt ist er nach dem Entdecker des Heilserums gegen Diphtherie und ersten Medizin-Nobelpreisträger Emil von Behring. Ihm zu Ehren gestaltete 2013 die Mülheimer Künstlergruppe AnDer e. V. den Platz mit künstlerisch bearbeiteten Steinen:
| Kunstwerk | Beschreibung | Künstler                       |
| --------- | --- | ------------------------------ |
|           | Der „Stein der Bakterien“ ist mit kleinen, runden Spiegelchen gestaltet. Sie sind V- und Y-förmig angeordnet. Die Darstellung entspricht der Anordnung der einzelnen Stäbchen der Corynebacterium diphtheriae unter dem Mikroskop | Uwe Dieter Bleil               |
|           | Der Stein trägt die Signaturen berühmter Mediziner des 19. und 20. Jahrhunderts. Robert Koch, Emil von Behring, Louis Pasteur, Ignatz Semmelweis, Rudolf Virchow, Wilhelm Conrad Röntgen und Theodor Billroth haben den Stein der Weisen zwar nicht gefunden, leisteten jedoch mit ihrer Forschung einen entscheidenden Beitrag in der modernen Medizin.                                                             | Helmut Koch                    |
|           | „Eben Schethija“ ist auf Hebräisch der Grundstein der Welt. Nach Maimonides diente er im 1. Tempel von Jerusalem als Altar für die Bundeslade. Er steht für die Unvergänglichkeit der Welt. Anfang des 20. Jahrhunderts hat Behring mit seiner Entdeckung das damals geltende Weltbild der Medizin zum Schwanken gebracht.                                                                                           | Christine Lehmann              |
|           | Die Skulptur verweist auf Speakers‘ Corner im Hyde Park in London. Durch einen Parlamentsbeschluss von 1872 kann dort jeder ohne Anmeldung einen Vortrag zu einem beliebigen Thema halten. Sie steht für die Verbreitung von Wissen. Das ursprüngliche Kunstwerk war mit einem Rednerpult gestaltet. Dieses fiel Metalldieben zum Opfer. An seiner Stelle findet sich heute eine Zementplatte mit Fußabdrücken.      | Jochen Leyendecker (1957–2024) |
|           | Auf einem mit Inka-Gold lackierten Sandstein stehen vier Granitpflastersteine. Diese stehen für historisch und politisch bedeutsame Plätze der Welt auf denen die Menschen für den Wunsch auf ein besseres Leben demonstrierten. Der goldene Stein stellt ebenfalls den Stein der Weisen dar und steht symbolisch dafür, dass Träume und Wünsche durch Transmutation Wirklichkeit werden können – wenn man weiß wie. | Dore O. Nekes (1946–2022)      |
|           | In dem Sandstein ist eine Fotografie von Emil von Behring eingelassen mit dem Zitat: „Ich wurde von dem Bedürfnis angetrieben, mein Leben einem wichtigen und ehrbaren Ziel zu verschreiben.“ | Heiner Schmitz                 |
|           | Auf dem Stein befindet sich ein Schablonengraffiti von zwei Mädchen mit Spritzen. Bis Emil von Behring das Medikament gegen Diphtherie fand, starb jedes zweite Kind an der Krankheit. In der Presse der damaligen Zeit wurde er „Retter der Kinder“ genannt. | Ursula Vehar                   |

Die Steine für die Kunstwerke stammen aus dem Steinbruch Rauen in Mülheim-Broich, Werkzeuge und Kreativmaterial wurden vom Baustoffzentrum Harbecke zur Verfügung gestellt. Anfangs war es jedoch unklar, ob die Werke des Symposiums am Von-Behring-Platz verbleiben können. Schließlich fällt eine Platzgestaltung unter „Kunst am Bau“ und muss behördlich genehmigt werden. Dies konnte jedoch schnell durch die Bezirksvertretung 1 geklärt werden. Die sieben Steine zu Ehren des Nobelpreisträgers Emil von Behring sind hier als Denkmal heute noch aufgestellt.